# Ballester-Molina
Ballester-Molina poluautomatski je pištolj koji je dizajnirala i proizvela argentinska tvrtka Hispano Argentina de Automotives SA (HAFDASA). Ballester je izvorno nazvan Ballester-Rigaud (1938. – 1940.). Sam pištolj proizveden je za različite grane argentinske policije i vojske. Nastao je iz potrebe da se proizvede manje skuplja alternativa pištolju Pistola Colt Modelo 1927. Sam Pistola Colt Modelo 1927 bio je licencna kopija Coltovog pištolja M1911A1 (koji je proizveden pod nadzorom Coltovih inženjera).
Proizvodnja Ballester-Moline započela je 1938. a završena je 1953. Kada je prvi puta proizveden, Ballester-Molina služio je u argentinskoj vojsci i policiji zajedno s Pistola Colt Modelo 1927.
Sličnosti koje ta dva pištolja nose su okvir od 7 metaka i cijev. Iako su ta dva pištolja na prvi pogled identični po nekim dijelovima, ipak nisu. Međutim, mnogi dijelovi mogu biti prilagodljivi.
Ballester-Molina poznat je i pod imenom "Hafdasa" tj. po inicijalima tvrtke koja ga je proizvela.

## Upotreba
Ballester-Molina koriste argentinske vojne i policijske snage. Dio tih pištolja prodan je britanskim tajnim agentima koji su ga koristili u svojim operacijama.
To je poluautomatski pištolj koji s Coltom M1911A1 dijeli istu sigurnosnu kočnicu. Ukupna kvaliteta samog pištolja je odlična te ga krase velika preciznost i odlična proizvodnja. To je fascinantan pištolj koji je više kopija španjolskog Star pištolja nego američkog Colta M1911A1. Ballester-Molina može se natjecati s bilo kojim pištoljem .45 kalibra proizvedenim u tom vremenu.
Proizvela ga je tvrtka Hispano Argentina de Automotives SA (HAFDASA) iz Buenos Airesa. 1942. i 1943. proizveden je za potrebe i po narudžbi britanske Vlade.

## Britanska upotreba
U Argentintini izlazi jednomjesečni časopis "Magnum" koji se bavi tematikom oružja. U ćasopisu se mogu pronaći članci vezani uz staro i teško dostupno vatreno oružje argentinske proizvodnje.
Tako je u izdanju iz rujna 2007. objavljen članak o britanskoj narudžbi i kupnji Ballester-Molina pištolja. Istraživanja ukazuju na legendu da su te pištolje (proizvedene od čelika) britanski vojnici uzeli s manjeg njemačkog ratnog broda "Admiral Graf Spee", prije nego što je brod dignut u zrak u River Plateu, preko puta Buenos Airesa.
Daljnja istraživanja pokazuju da je taj pištolj koristila britanska 8. Armija i jedinica "Baker Street irregulars".
Veliki je raspon pretpostavki koliko je pištolja proizvedeno za britanske potrebe. Smatra se da je za Ujedinjeno Kraljevstvo proizvedeno između 10 i 15.000 pištolja tokom Drugog svjetskog rata. Pištolji su proizvedeni za vrijeme vladavine argentinskog predsjednika Perón te na sebi nose njegovo i ime njegove žene Eve Perón. Koristila ga je i Perónova "privatna" policija.

## Modeli
Bellester-Molina proizveden je u dva modela (ovisno o vrsti streljiva):
- .45 ACP i
- .22 LR.

Model .45 ACP namijenjen je za potrebe vojnih i policijskih snaga dok je model .22 LR namijenjen obuci.

## Korisnici
- Argentina
  - Argentinska vojska
  - Argentinsko ratno zrakoplovstvo
  - Argentinska žandarmerija
  - Argentinska savezna policija
  - Argentinska mornarica
  - Argentinski zatvorski čuvari
- Bolivija
- Čile
- Ekvador
- Kolumbija
- Peru
- Ujedinjeno Kraljevstvo
- Urugvaj
- Venezuela